# فرناندو کایو
فرناندو کایو (انگلیسی: Fernando Cayo؛ زادهٔ ۲۲ آوریل ۱۹۶۸) بازیگر اهل اسپانیا است.
از فیلم‌ها یا برنامه‌های تلویزیونی که وی در آن نقش داشته‌است، می‌توان به رد پای شر، حمله به بانک مرکزی، ۱۴ آوریل، جمهوری، کارآگاهان خصوصی، یتیم‌خانه، پوستی که در آن زندگی می‌کنم، درختان نخل در برف، تا بلندای آسمان و خانه کاغذی اشاره کرد.